# Tagos
Tagós (en grec antic ταγός) era el nom que designava el cap o comandant de Tessàlia, i més particularment al principal magistrat que exercia l'hegemonia a la regió i als magistrats de cada una de les ciutats durant diversos períodes de la història.
Probablement, el tagós només s'encarregava de temes militars, i no tenia atribucions civils. Tot i que la naturalesa exacta del seu poder no es coneixia, és possible que les seves atribucions fossin diferents en funció de les circumstàncies. El tagós feia les lleves de soldats en cada districte, i probablement fixava el tribut dels pobles aliats. El tagós del país era el cap de la Lliga Tessàlia.
El tagós disposava d'un exèrcit de sis mil cavallers i deu mil infants que acudien, quan se'ls demanava, a cadascuna de les ciutats tessàlies; les tribus veïnes aportaven també determinats contingents de soldats, i tots quedaven al servei del tagós per a una campanya. El tagós podia ser investigat pels exetates. Això era el més comú; però Jasó de Feres, per exemple, quan va ser tagós a la ciutat de Feres tenia un exèrcit de més 20.000 hoplites. Quan encara no hi havia un tagós les ciutats tessàlies tenien més autonomia, tot i que eren dirigides per uns magistrats.
Les ciutats tessàlies eren independents una de l'altra i s'administraven internament de manera independent. Algunes ciutats menors estaven sota la influència de ciutats més grans. La forma de govern era, pràcticament en tots els casos, aristocràtica i en mans de poques famílies, totes descendents dels antics reis. Podem destacar-ne els aleuades de Larisa, els scopades de Cranon, i els creondes de Farsàlia. Sembla que alguns tagós eren elegits per establir la dominació d'una ciutat sobre les altres.
Alguna ciutat va establir la tirania, però al final de la guerra del Peloponès les famílies aristocràtiques tornaven a tenir el poder; hi van aparèixer moviments democràtics i el poder aristocràtic va disminuir. Feres i Farsàlia van esdevenir ciutats dirigents. A Feres, Licofró va establir la tirania, i el seu successor, Jasó, va assolir el poder hegemònic a Tessàlia i va portar el títol de tagós, però després de la seva mort, el 370 aC, el poder es va dissoldre en mans dels successors. El poder de Jasó com a tagós va esdevenir, de fet, una tirania sota els seus successors, Polidor, Polifró, Alexandre, Tisífon i Licofró. Les famílies aristocràtiques van demanar ajut a Filip II de Macedònia, que va expulsar del poder Licofró el 353 aC i va restaurar els antics poders a diverses ciutats. A Feres es va establir un poder popular o almenys republicà. El 344 aC, Tessàlia estava completament subjecta al Regne de Macedònia sota tetrarques (un per a cada una de les quatre províncies o districtes) fidels a Macedònia, probablement membres de les antigues famílies aristocràtiques.
El 197 aC, la derrota del rei Filip V de Macedònia a la batalla de Cinoscèfales va deixar Tessàlia com una mena de protectorat romà i els tagós van esdevenir cosa del passat.